# Ken Leek
Kenneth „Ken“ Leek (* 26. Juli 1935 in Ynysybwl; † 19. November 2007 in Northampton) war ein walisischer Fußballspieler. Als Mittelstürmer war er in den 1950er- und 1960er-Jahren als Spieler von Northampton Town, Leicester City, Birmingham City und Bradford City bekannt. Größter Erfolg war der Gewinn des Ligapokals 1963 mit Birmingham City, als er im Finalhinspiel gegen den Lokalrivalen Aston Villa zwei Tore schoss. Darüber hinaus war er Teil des walisischen Kaders bei der WM-Endrunde 1958 in Schweden. Dort kam er jedoch in keinem der fünf Spiele zum Einsatz und er bestritt seine 13 A-Länderspiele für Wales erst danach zwischen Oktober 1960 und März 1965.

## Sportlicher Werdegang

### Vereinskarriere
Leek wurde im Sommer 1935 in dem südwalisischen Dorf Ynysybwl geboren. Einer seiner Nachbarn war Don Dearson, der zu dieser Zeit für Birmingham City und die walisische Nationalmannschaft spielte. Er entdeckte selbst erst im Alter von 14 Jahren den Fußball für sich, da an seiner Schule der Rugbysport zur sportlichen Erziehung bevorzugt wurde. Die Sportlerkarriere kam zudem nur schleppend in Gang, da er den zweijährigen Wehrdienst abzuleisten hatte. Dessen ungeachtet hatte er im Alter von 17 Jahren seinen ersten Fußballervertrag bei Northampton Town unterschrieben, der in der Südstaffel der dritthöchsten englischen Spielklasse unterwegs war. Als Stürmer kämpfte sich Leek dann sukzessive bis in die Stammformation vor und schoss in der Zeit bis 1958 insgesamt 27 Tore in 71 Drittligapartien. Zum Ende musste er jedoch nach der Zusammenlegung von Nord- und Süddivision der Third Division in die zusätzlich eingeführte vierthöchste Spielklasse absteigen. Zuvor hatte er mit seinen Mannen noch im FA Cup 1957/58 überraschend der großen Favoriten FC Arsenal mit 3:1 bezwungen und dabei selbst einen Treffer erzielt.
Nachdem er auch zum walisischen Nationalspieler gereift und Teil des Kaders für die WM-Endrunde 1958 in Schweden gewesen war, hatte er sich genügend für höhe Aufgaben empfohlen und wechselte zum Erstligisten Leicester City. Bei den „Foxes“ hinterließ er in drei Jahren einen guten Eindruck und schoss bereits bei seinem Debüt sein erstes Tor beim 2:0-Sieg gegen den FC Everton. Dabei war Leek zunächst als Linksaußen oder linker Halbstürmer eingeplant, aber schnell begann er sich mit Derek Hines um die Position des Mittelstürmers zu duellieren. Besonders beachtenswert waren seine Leistungen in der Saison 1960/61 im FA Cup, als er in jeder Runde traf, dann aber in einer umstrittenen Entscheidung von Trainer Matt Gillies nicht für das Finale gegen Tottenham Hotspur (0:2) anstelle des jüngeren Hugh McIlmoyle berufen wurde. Kurz darauf verließ er den Klub in Richtung Newcastle United nach insgesamt 43 Toren in 111 Pflichtspielen. Bei den „Magpies“, die kurz zuvor aus der ersten Liga abgestiegen waren, fand Leek kein sportliches Glück, wurde kurzzeitig nach Kanada an Montreal Concordia ausgeliehen und noch im selben Jahr 1961 an den Erstligisten Birmingham City weiter transferiert.
In Birmingham fand sich Leek dem stetigen Kampf um den Klassenerhalt ausgesetzt und war mit beeindruckenden 49 Toren in 104 Partien ein maßgeblicher Faktor dafür, dass der Abstieg jeweils abgewendet werden konnte. Höhepunkt war der Sieg im Ligapokal, als er Ende Mai 1963 im Finalhinspiel gegen den Lokalrivalen Aston Villa mit den ersten beiden Toren (Endstand 3:1) den Weg zum Titelgewinn ebnete, der durch ein 0:0 im Rückspiel sichergestellt wurde. Im Jahr 1964 kehrte Leek zu seinem Ex-Klub Northampton Town zurück, das sich mittlerweile bis in die zweite Liga gekämpft hatte. Leek war in der Saison 1964/65 Teil der Mannschaft, die in die erste Liga aufstieg und dort schoss er das entscheidende Tor zum 2:1 gegen West Ham United, dem ersten Sieg des Klubs in der höchsten englischen Spielklasse. Sein Aufenthalt bei dem Klub ging kurz darauf zu Ende und Leek schloss sich daraufhin dem Viertligisten Bradford City an, der auf der Suche nach einem Torjäger war. Leek erzielte in den folgenden Jahren bis 1968 insgesamt 25 Tore in 99 Ligaspielen und war ein stabilisierender Faktor in der Mannschaft, die sich vom „Tabellenkellerkind“ zum Aufstiegskandidaten mauserte; ein möglicher Aufstieg misslang in der Saison 1967/68 nur knapp mit einem fehlenden Punkt.
Er ließ seine Karriere bis zum Jahr 1970 bei walisischen Amateurvereinen wie dem Rhyl FC, Merthyr Tydfil und Ton Pentre ausklingen und blieb anschließend weiter wohnhaft in Northampton. Nach dem Fußball arbeitete er bis zu seinem Ruhestand für Ford in Daventry. Er verstarb im November 2007 im Alter von 72 Jahren.

### Walisische Nationalmannschaft
Nachdem er bereits Teil des walisischen Kaders für die WM-Endrunde 1958 in Schweden gewesen, dort aber zu keinem Einsatz gekommen war, debütierte Leek für Wales am 20. Oktober 1960 beim 2:0 gegen Schottland in der British Home Championship. Nach jeweils einem Treffer im selben Wettbewerb gegen England (1:5) und Nordirland (5:1) war er Teil der Mannschaft, die im Frühling 1961 in der Qualifikation zur WM-Endrunde 1962 in Chile an Spanien (2:3 nach Hin- und Rückspiel) scheiterte. Sein 13. und letztes Länderspiel war ebenfalls ein Qualifikationsspiel, nunmehr für die WM-Endrunde 1966 in England, aber obwohl die Partie am 17. März 1965 gegen Griechenland mit 4:1 gewonnen wurde, scheiterte Wales wie schon vier Jahre zuvor in der Qualifikation.

## Titel/Auszeichnungen
- Englischer Ligapokal (1): 1962/63